# Taunton (Minnesota)
Taunton è un comune (city) degli Stati Uniti d'America della contea di Lyon nello Stato del Minnesota. La popolazione era di 139 persone al censimento del 2010.

## Geografia fisica
Secondo lo United States Census Bureau, ha un'area totale di 1,01 miglia quadrate (2,62 km²).

## Storia
Taunton è stata pianificata nel 1886 dalla ferrovia. Prende il nome dalla città di Taunton nel Massachusetts. Un ufficio postale è stato in funzione a Taunton dal 1888. Taunton è stata incorporata nel 1900.

## Società

### Evoluzione demografica
Secondo il censimento del 2010, c'erano 139 persone.

### Etnie e minoranze straniere
Secondo il censimento del 2010, la composizione etnica della città era formata dal 100,0% di bianchi.